# SchuBu
SchuBu ist eine kostenlose Lehr- und Lernplattform, die unter der Autorenschaft von Lehrern seit 2020 entwickelt wird. SchuBu bietet interaktiv aufbereitete Lehr- und Lernmaterialien für Schüler von der 5. bis zur 8. Schulstufe. Die Inhalte folgen weitgehend den Lehrplänen von Deutschland, Österreich und der Schweiz. Die Plattform ist DSGVO-konform und werbefrei.

## Aufbau
Auf der Plattform werden kurrikulare Lehr- und Lerninhalte altersgerecht in Form von Internetseiten bereitgestellt. Diese sind frei zugänglich und können mit jedem Browser aufgerufen werden. Sie decken jeweils den Unterrichtsstoff eines Schuljahres ab und umfassen gegenwärtig die Fächer Digitale Grundbildung, Biologie und Umweltkunde, Deutsch, Geografie und Wirtschaftliche Bildung, Physik und Chemie von der 5. bis zur 8. Schulstufe. SchuBu erfordert kein Login oder Installation und ist auf allen digitalen Geräten nutzbar, die über eine Internetverbindung verfügen. Die Inhalte sind so aufbereitet, dass die Verwendung besonders für die Anwendung im Klassenkontext optimiert ist. Sie sollen ein freudvolles Lernumfeld für Lehrer und Schüler ermöglichen.

## Einsatz in Schulen
SchuBu arbeitet bei der Entwicklung der Unterlagen mit Schulen zusammen, die sie im Unterricht einsetzen und Feedback zu den Lehr- und Lerninhalten geben. Diese Schulen werden als „Pilotschulen“ bezeichnet. Im Schuljahr 2021/22 wurde SchuBu+ (kommerzielle Erweiterung für den Einsatz in Schulklassen) von der Salzburger Landesregierung für alle Landesschulen lizenziert. Auch im Schuljahr 2024/25 wird SchuBu in den Salzburger Landesschulen eingesetzt.
Laut SchuBu verzeichnete die Bildungswebseite im Schuljahr 2022/23 über 5,5 Millionen Seitenzugriffe. Die Plattform wird in vielen österreichischen Schulen eingesetzt. Um für einzelne Länder eine eigene Landingpage zu errichten, wurde die Domain auf schubu.org geändert.

## Entstehungsgeschichte
Die ersten interaktiven und motivationsfördernden Lerninhalte für einzelne Lehrer entstanden im Rahmen der Entwicklung für eine Salzburger Schule. 2021 wurden mit Deutsch 1 und Biologie und Umweltkunde 1 die ersten interaktiven Bücher für ein ganzes Schuljahr veröffentlicht. Die Gründer, Autoren und Lehrer von SchuBu nennen als Ziel, Schülern und Lehrern Anreize zu geben, den Schulstoff gemeinsam zu erarbeiten, zu erforschen und zu verstehen, um so mehr Freude am Lernen und Lehren in der Schule zu erleben.

## Auszeichnungen und Zertifikate
- Staatspreis Digitalisierung in der Kategorie Digitale Kompetenzen, Aus- und Weiterbildung[11]
- Gütesiegel Lern-Apps durch das österreichische Bundesministerium für Bildung (Biologie 1, Deutsch 1, Physik 2)[12]
- futurezone Award Start-up des Jahres und Publikumspreis[13]
- eLearning Award 2022 in der Kategorie „Schule“[14]
- Comenius EduMedia Siegel 2021[15] und 2023[16]
- „WSA-Austria (World Summit Award 2020 Austria)“ in der Sektion „Learning & Education“[17]
- IÖB ausgezeichnet[18]
- Verified Social Enterprise[19]